# StarCraft: Remastered
StarCraft: Remastered — компьютерная игра в жанре стратегии в реальном времени; обновленная версия игры StarCraft и её дополнения Brood War, вышедшая 30 июля 2017 года специально для Республики Корея и 14 августа 2017 года — для всего остального мира. При неизменности игрового процесса из игр-прообразов новый проект, разрабатывавшийся в течение года при участии профессиональных игроков, использует графику в формате Ultra HD, вновь записанный звук и обновлённую сетевую поддержку.
Официальный анонс игры состоялся 25 марта 2017 года на мероприятии «I <3 Starcraft», прошедшем в Сеуле.

## Общие сведения

### Игровой процесс
StarCraft: Remastered сохранил игровой процесс оригинальных игр, но имеет обновленную графику и звук. Разработка игры велась на модифицированном движке StarCraft: Brood War.
StarCraft: Remastered поддерживает больше разрешений экрана, вплоть до 4K. Поддерживаются как широкоэкранные, так и классические 4:3 разрешения. Модели юнитов и зданий в StarCraft: Remastered более детально проработаны, нежели в оригинальном StarCraft.
Ошибки, которые присутствовали в исходном коде оригинального StarCraft и приводили к некорректному поведению некоторых юнитов, также сохранены. По мнению разработчиков, этим самым удастся сохранить существующий игровой баланс. Музыкальное сопровождение и диалоги персонажей в StarCraft Remastered записаны заново, их качество улучшено. В кампании появились новые вводные вставки, которые позволят лучше раскрыть сюжет. Игра локализована на 13 языках, в том числе и на русском.
Изменения коснулись и сетевой игры. Появилась возможность связать свои старые учётные записи с новой. Также теперь учётные записи не удаляются после 90 дней неактивности. В StarCraft: Remastered имеются специальные слоты для наблюдателей в игровом лобби. Игроки смогут играть, смотреть повторы и делиться ими между StarCraft: Brood War и StarCraft: Remastered без лишних действий. Игрок сам сможет выбирать, в каком издании ему играть. После обновления 1.18 StarCraft и StarCraft: Brood War стали бесплатными играми.

### Кампания
Сюжет StarCraft Remastered состоит из сюжета оригинального StarCraft и дополнения StarCraft: Brood War. Научно-фантастическая сюжетная канва игры основывается на противоборстве трёх рас — терранов, протоссов и зергов. Кампания StarCraft: Remastered содержит более 55 миссий оригинальных игр, которые разделены на 6 эпизодов — трёх из оригинальной игры и трёх из дополнения. Каких-либо существенных изменений относительно сеттинга не планируется; возможны некоторые косметические изменения, которые исправят противоречия между StarCraft и StarCraft II. В частности, на это указывают найденные в обновлении приложения Blizzard до версии 1.8.1.8657 файлы, где образ Королевы Клинков приближен к её образу из StarCraft II.
Действие игры начинается в 2499 году в секторе Копрулу, когда терраны сталкиваются с неизвестными доселе враждебными существами — зергами. При этом Конфедерация, доминирующее в секторе государство терран, отказывает в помощи мирным жителям одной из своих планет, Мар-Сары, эвакуируя лишь войска. Тогда инициативу по защите планеты берёт в свои руки её новоназначенный глава (магистрат) и местный шериф Джим Рейнор. После того, как они уничтожают заражённый зергами терранский командный центр, правительство объявляет Рейнора изменником и его арестовывают. На свободу Джима выпускает повстанческая организация «Сыны Корхала» под предводительством Арктура Менгска, членом которой он позже становится. Именно эта организация в дальнейшем разжигает революцию, действие которой совпадает с началом галактической войны между терранами, зергами и протоссами.

## Сетевая игра
StarCraft: Remastered интегрирован в игровой сервис Blizzard, что позволяет игрокам пользоваться всеми игровыми функциями Battle.net 2.0. Также разработчики решили сохранить поддержку игры по LAN, что даёт возможность играть без подключения к интернету. В процессе разработки StarCraft: Remastered был обновлен ладдер и появилась новая система поиска соперников. Впервые появился режим наблюдателя, который откроет множество новых инструментов для интернет-трансляций (в том числе масштабирование карты). Отмечается, что подобных функций не было в оригинальном StarCraft.
В StarCraft: Remastered внедрён новый античит. В игре изменен интерфейс, теперь у игрока есть возможность изменять горячие клавиши по своему усмотрению. Серьёзное изменение претерпели и профили игроков. Также изменена система подбора соперников.

## Конфликт между Blizzard и владельцами писибанов в Корее
14 августа 2017 году стало известно, что корейские писибаны (где киберспорт в целом и StarCraft в частности особенно популярны) выступили против инициативы Blizzard ввести дополнительный сбор за каждый час, проведённый игроками в обновлённой версии игры. Компания Blizzard обосновала свои требования дополнительными бонусами в виде очков опыта, получаемых пользователями в процессе игры именно в писибанах, и, следовательно, повышенной привлекательностью стратегии — из чего владельцы писибанов, по мнению компании, извлекают выгоду. Владельцы писибанов, в свою очередь, сочли требования Blizzard необоснованными, так как StarCraft: Remastered слишком слабо отличается от оригинала.